# Monksilver
Monksilver – wieś w Anglii, w hrabstwie Somerset, w dystrykcie (unitary authority) Somerset. Leży 63 km na południowy zachód od miasta Bristol i 227 km na zachód od Londynu. W 2001 miejscowość liczyła 107 mieszkańców.